# Kopalnia Pepita
Kopalnia „Pepita” – dawna kopalnia węgla kamiennego, która znajdowała się na terenie dzisiejszych Katowic, na obszarze dzielnicy Giszowiec, w rejonie ulicy Sosnowej i Górniczego Stanu, nieopodal osiedla Adama.

## Historia
Kopalnia ta została nadana 26 września 1855 roku, natomiast eksploatację węgla rozpoczęto od 1860 roku. Eksplantację węgla kamiennego prowadzono dwoma szybami: „Eduard” o głębokości 18,4 metrów i „Ruffer” o głębokości 31,6 metrów. Kopalnia prowadziła wydobycie z pola „Jacob”. Należała ona wówczas do Gustawa Henryka Ruffera z Wrocławia, Wilhelma Edlera z Zabrza, a także w połowie do Waleski von Thiele-Winckler.  
W 1868 roku Ruffer wykupił udziały od spadkobierców Edlera, które rok później odsprzedał Grundmannowi. Nowy udziałowca odsprzedał je dalej w 1869 roku Hubertowi Thiele-Wincklerowi. W 1873 roku z kopalni wydobyto 19,7 tysięcy ton węgla kamiennego. W 1896 roku kopalnię włączono do pól „Reserve”. Udziały w kopalni Winckler przekazał Katowickiej Spółce Akcyjnej dla Górnictwa i Hutnictwa, a ta wykupiła też udziały od Henryka Ruffera. W 1899 roku pole te nabyła spółka Georg von Giesches Erben, natomiast rok później pole „Reserve” włączono do kopalni „Giesche” (późniejszy „Wieczorek”). Nie wiadomo, do kiedy prowadzono wydobycie w kopalni.
W budynku dawnej cechowni kopalni „Pepita” mieściło się biuro budowy osiedla patronackiego Giszowiec. W 1912 roku budynek ten został zaadaptowany na dom dla wdów z terenu obszaru dworskiego Giszowiec. Prawdopodobnie istniał on krótko, gdyż na mapie z 1921 roku oznaczony on jest jako dom jednorodzinny.